# Deep House
Deep House ist eine langsamere und melodieorientierte Stilart des House. Musikalisch dominiert der gut tanzbare, gerade 4/4-Takt. Die Geschwindigkeit bewegt sich im Bereich von etwa 100 bis 127 Beats per minute.

## Geschichte und Charakteristik
In Chicago produzierte Larry Heard als Fingers Inc. mit den Sängern Ron Wilson und Robert Owens ab 1986 perkussive House-Tracks mit souligen Gesangseinlagen. Der Deep House hob sich damit insbesondere mit seinen jazzigen, bisweilen gesangslastigen Arrangements vom damals populären New Yorker Garage House ab.
Deep House hat eine Geschwindigkeit, die mit Disco vergleichbar ist, aber reduziertere Grooves, und war eine Reaktion auf die vorherrschende „Party House Music“. Das Spektrum aktueller Tracks ist sehr groß, es reicht von Soul-Einflüssen über Jazz bis zu Tech House, aber alles in einem gemäßigten Tempo meist um 125 BPM.
In Chicago kam es Ende der 1980er Jahre zu einer regelrechten Deep-House-Welle. Die meisten House-Produzenten produzierten nun auch Deep-House-Tracks wie beispielsweise Fast Eddies Can U Still Dance (1988) und Marshall Jeffersons Truth Open Your Eyes (1988). Zu den stilprägenden Alben gehört unter anderem Promised Land von Joe Smooth.
Musikgeschichtlich gesehen war die Entwicklung des Deep House eine Weiterführung des Chicago House, der sich mit dem Garage House aus New York zu einem neuen gemeinsamen Sound verband und einer Vereinigung und Annäherung der beiden bisher sehr getrennt und autark existierenden Szenen.
Die regionale Ausdifferenzierung und Weiterentwicklung des Ur-House führte 1986 neben der Entwicklung des Deep House aber auch zur Ausbildung eines weiteren Stils in Chicago: dem Acid House, der außer einem riesigen Hype 1988 in England aber niemals an die lange und gleichbleibende Popularität des Deep House heranreichte.
In den frühen 90er Jahren entwickelte sich eine durch Disco inspirierte Form des Deep House, die teilweise auch unter dem Begriff Disco House oder später Nu Disco zusammengefasst wurde.
Mit dem kommerziellen Erfolg von Projekten wie Wankelmut, Klangkarussell oder Klingande wurde in den 2010ern eine Mainstream-orientierte Variante des (Tech) House populär, die ebenfalls als „Deep House“ vermarktet wurde, damit jedoch musikalisch nichts bis wenig gemeinsam hat.

## Stiltypische Tracks
- Ce Ce Rogers – Someday
- Joe Smooth feat. Anthony Thomas – Promised Land
- Marshall Jefferson vs. Noosa Heads – Mushrooms (Salt City Orchestra Out There Mix)
- Pascal, Livo & Mr. Day – Vision of a New World (Vocal Mix)
- Westpark Unit feat. Victor Davies – Fade Away
- Azymuth – Space Jazz Carnival (Global Communications Space Jazz Mix)

## Bekannte Interpreten
- Chez Damier
- Frankie Knuckles
- Ian Pooley
- Joe Smooth
- Kenny Dixon Jr.
- Kerri Chandler
- Marshall Jefferson
- Medlar
- Morgan Geist

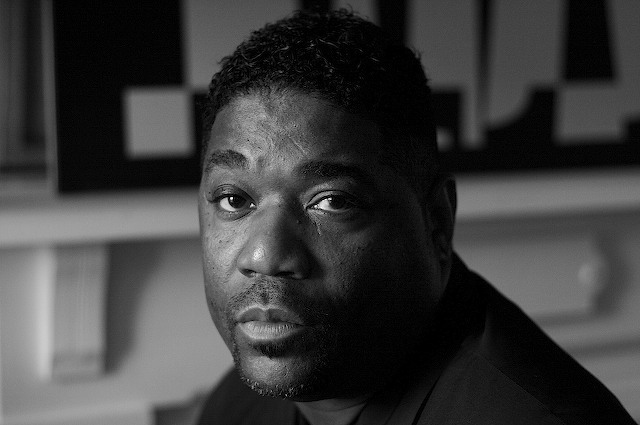
Chez Damier (2006)

- Mr Fingers bzw. Fingers Inc. (alias Larry Heard)
- Osunlade
- Steve Hurley
- Theo Parrish
- Todd Terry
- Tyree Cooper

## Deep-House-Labels (Auswahl)
USA:
- Large Music
- Strictly Rhythm
- Trax Records

Vereinigtes Königreich:
- Anjunadeep
- Defected
- Peacefrog Records
- Soma Quality Recordings
- Wolf Music

Deutschland:
- Innervisions
- !K7 Records
- MCDE
- Money $ex Records
- Yore Records

Österreich:
- Praterei